# 段强
段强（1956年—），北京市人，中华人民共和国政治人物、第十二届全国人民代表大会北京地区代表。北京首都旅游集团董事长。
毕业于清华大学经济管理，加入中国共产党。2013年，被选为全国人大代表。